# 국제식물검역인증원
국제식물검역인증원(国際植物検疫認証院, International Plant-quarantine Accreditation Board, IPAB)은 아시아매미나방의 예찰·방제와 선박에 대한 검역 및 증명서 발급으로 수출산업을 지원하고, 국외 생산지 검역 등 농림수산검역검사본부장으로부터 위탁받은 업무 등을 수행할 목적으로 2012년 2월 9일 설립된 특수법인이다. 2013년 1월 31일에 기타공공기관으로 지정되었다.
사무실은 부산광역시 남구 문현금융로40 부산국제금융센터 9층에 있다. 초대 원장은 박창용이다.

## 설립 근거
- 식물방역법[1]

## 주요 사업
- 선박 등 운송수단에 대한 아시아매미나방 검역 및 '무감염증명서' 발급
- 북미국가 출항 항구 또는 그 인근지역에 대한 병해충 예찰·방제
- 아시아매미나방 검역에 대한 교육 및 홍보
- 아시아매미나방 예찰·방제와 관련된 기술개발 및 조사·연구
- 농림수산검역검사본부장으로부터 위탁받은 국외 생산지검역의 지원
- 그 외에 농림축산식품부장관으로부터 위탁받은 업무

## 연혁
- 2012년 2월 9일 법인설립허가(농림축산식품부 제2012.1호)
- 2012년 2월 13일 법인 등기
- 2012년 2월 22일 국제식물검역인증원 출범

## 조직

### 국제식물검역인증원장
- 이사회
- 자문위원회

#### 관리국장
- 기획팀
- 검사검역팀
- 인사총무팀
- 재무회계팀

### 지역사무소
- 부산사무소
- 부산신항사무소
- 인천사무소
- 평택사무소
- 울산사무소
- 광양사무소
- 군산사무소